# Nyża z Kozicami
Nyża z Kozicami (ZT - 6) – jaskinia, a właściwie schronisko, w Dolinie Małej Łąki w Tatrach Zachodnich. Wejście do niej znajduje się w północno-wschodnim stoku Zagonnej Turni, w  górnej części Kamiennego Żlebu, na wysokości 1524 metrów n.p.m. Jaskinia jest pozioma, a jej długość wynosi 8 metrów.

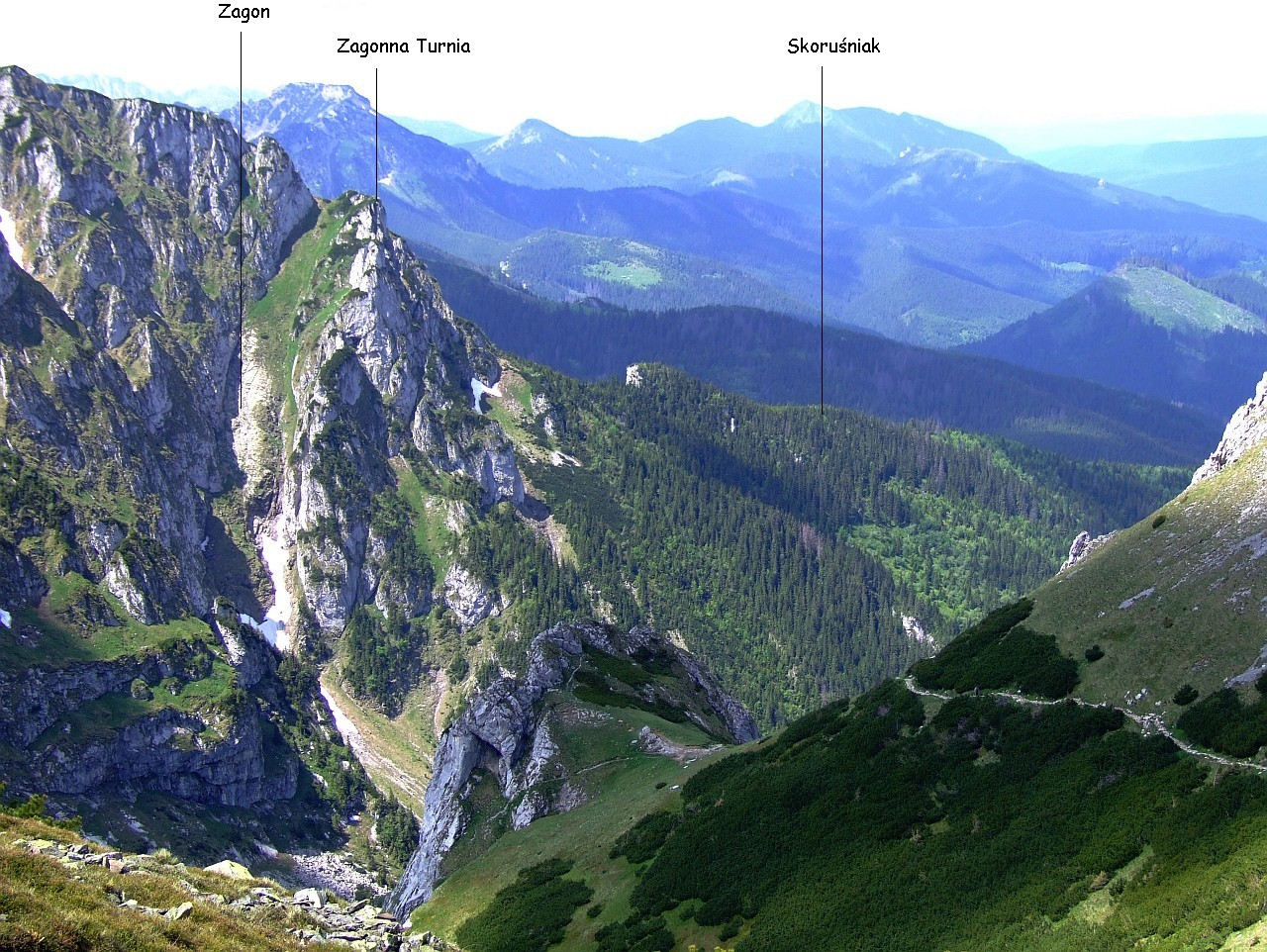
Północno-wschodnie zbocze Zagonnej Turni

## Opis jaskini
Jaskinię stanowi obszerna nyża, do której prowadzi bardzo duży otwór wejściowy z okapem.

## Przyroda
W jaskini brak jest nacieków. Zamieszkują ją kozice. Ściany są suche, rosną na nich różne gatunki porostów. 

## Historia odkryć
Jaskinia była znana od dawna. Pierwszy jej plan i opis sporządziła I. Luty przy pomocy R. Bieganowskiego w 1977 roku.